# Namáz
Namáz (persky – „denní /povinná/ modlitba“) – označení pro denní modlitbu, kterou Bahá’í mohou vykonávat trojím způsobem: modlitba krátká (jednou za 24 hodin mezi polednem a večerem, střední (třikrát denně ráno, v poledne a večer) a dlouhá (jednou za 24 hodin od poledne jednoho dne do poledne dne následujícího).